# That Green Gentelman (Things Have Changed)
"That Green Gentleman (Things Have Changed)" jest drugim singlem z drugiego albumu Panic! at the Disco, Pretty. Odd.. Piosenka, była pierwszą (Razem z "When The Day Met The Night" i "Nine in the Afternoon"), którą Panic! at the Disco, napisali po decyzji nagrania albumu w innym stylu, jednak nie była ona prezentowana na festiwalach, z wymienionymi wcześniej piosenkami. Utwór rozpoczyna się wersem "Things are shaping up to be pretty odd." z którego wywodzi się tytuł całego albumu- Pretty. Odd.. Piosenka pierwszy raz została zaprezentowana razem z piosenkami "Mad as Rabbits" i "She's a Handsome Woman", na jednym z festiwalów w Europie.
10 Lutego na MTV, w wywiadzie, PATD potwierdzili, że piosenka "That Green Gentleman (Things Have Changed)" będzie drugim singlem z albumu "Pretty. Odd.", a teledysk do niego będzie opowiadał o wszystkich latach, przez które przechodzili członkowie zespołu. Teledysk miał premierę 2 Maja 2008 roku.

## Lista utworów

### UK Promotional Single
1. "That Green Gentleman (Things Have Changed)" (Album Version) - 3:15